# JAHO II
JAHO II je bila druga jugoslovanska alpinistična odprava v Himalajo, ki je trajala od 5. avgusta do 14. decembra 1965. Cilj odprave je bil 7902 metrov visoki Kangbačen.

## Člani odprave
- Jože Govekar (vodja)
- dr. Jože Andlovic (zdravnik)
- Marko Butinar
- Ciril Debeljak
- Pavle Dimitrov
- Metod Humar
- Zoran Jerin (novinar)
- Ljubo Juvan
- Anton Sazonov
- Pavle Šimec
- Tone Škarja
- dr. Andrej Župančič (zdravnik)

## Zgodovina
Primarni cilj odprave ni bil dosežen zaradi slabega vremena, toda 13. oktobra 1965 sta Dimitrov in Sazonov bivakirala na 7650 m ter tako izboljšala jugoslovanski višinski alpinistični rekord.